# Бесконечный склон
Бесконечный склон — спортивный тренажёр, предназначенный для отработки технических приёмов горнолыжниками и сноубордистами.  Развивает умение поворачивать и балансировать на наклонной поверхности, соизмерять силу давления на снег, оттачивать мастерство и технику движений. По конструкции тренажёр похож на бесконечную беговую дорожку. Тренировки на снаряде позволяют начинающим чувствовать себя на реальном склоне более уверенно, а опытным спортсменам доводить движения по склону до совершенства. Размеры выпускаемых склонов составляют от 2 до 3 метров.